# Antoine Bravard
Antoine Bravard (2 december 1994) is een Frans wielrenner.

## Carrière
In 2017 behaalde Bravard zijn eerste UCI-zege toen hij in de derde etappe in de Ronde van Guadeloupe solo als eerste over de finish kwam. Zes seconden later sprintte Luis Sablon naar de tweede plaats.

## Overwinningen
2017
3e etappe Ronde van Guadeloupe